# Uniwersytet Informatyczny w Rangunie
Uniwersytet Informatyczny w Rangunie (birm. ရန္ကုန္ကြန္ပ်ဴတာတကၠသိုလ္ [jàɴɡòʊɴ kʊ̀ɴpjùtà tɛʔkəθò], ang. University of Computer Studies, Yangon) – specjalizujący się w informatyce birmański uniwersytet państwowy w Rangunie.

## Historia
W 1971 przy Uniwersytecie Ranguńskim zostało założone Uniwersyteckie Centrum Komputerowe (University Computer Center). W marcu 1988 przekształcono je w niezależny Instytut Informatyczno-Techniczny (Institute of Computer Science and Technology), który 1 lipca 1998 otrzymał obecną nazwę.

## Wydziały
W ramach uniwersytetu działają następujące wydziały dydaktyczno-naukowe:
- Wydział Techniki Programistycznej
- Wydział Techniki Sprzętowej
- Wydział Informatyki
- Wydział Aplikacji
- Wydział Matematyki Obliczeniowej
- Wydział Mjanmy
- Wydział Języka Angielskiego
- Wydział Fizyki.